# Hesychotypa cedestes
Hesychotypa cedestes är en skalbaggsart som beskrevs av Dillon 1945. Hesychotypa cedestes ingår i släktet Hesychotypa och familjen långhorningar.
Artens utbredningsområde är:
- Costa Rica.
- Guatemala.
- Honduras.
- Panama.

Inga underarter finns listade i Catalogue of Life.